# Ben Gibson
Benjamin James Gibson (Nunthorpe, Inglaterra, Reino Unido, 15 de enero de 1993) es un futbolista inglés que juega como defensa en el Stoke City F. C. de la EFL Championship de Inglaterra.

## Carrera profesional
Gibson formó parte del sistema juvenil del Middlesbrough, y firmó su primer contrato profesional el 1 de julio de 2010. Debutó en el primer equipo el 25 de abril de 2011 ante el Coventry City, entrando como sustituto de Andrew Davies en el minuto 41, y donde su equipo obtuvo la victoria por 2-1. Fue su única aparición esa temporada, en la cual fue capitán del equipo de reservas.
El 2 de agosto de 2011 fue cedido por tres meses al Plymouth Argyle de la League Two, y el 9 de febrero de 2012 a la York City de la Conference Premier hasta el final de la temporada 2011-2012.
El 14 de agosto de 2012, Gibson de unió al Tranmere Rovers de la League One en calidad de cedido, inicialmente por un mes de duración pero luego extendido hasta enero de 2013. El 18 de diciembre de 2012, firmó una extensión de contrato de cuatro años con el Middlesbrough.
El 5 de agosto de 2018 se hizo oficial su traspaso al Burnley a cambio de 15 millones de libras.

## Clubes
| Club                           | País       | Año       | Partidos | Goles |
| ------------------------------ | ---------- | --------- | -------- | ----- |
| Middlesbrough F. C.            | Inglaterra | 2010-2018 | 203      | 4     |
| Plymouth Argyle F. C. (cedido) | Inglaterra | 2011      | 16       | 0     |
| York City F. C. (cedido)       | Inglaterra | 2012      | 11       | 0     |
| Tranmere Rovers F. C. (cedido) | Inglaterra | 2012-2013 | 33       | 1     |
| Burnley F. C.                  | Inglaterra | 2018-2021 | 6        | 1     |
| Norwich City F. C. (cedido)    | Inglaterra | 2020-2021 | 29       | 0     |
| Norwich City F. C.             | Inglaterra | 2021-2024 | 95       | 1     |
| Stoke City F. C.               | Inglaterra | 2024-     | 25       | 3     |